# Neutralledare

Neutralledarens standardfärg

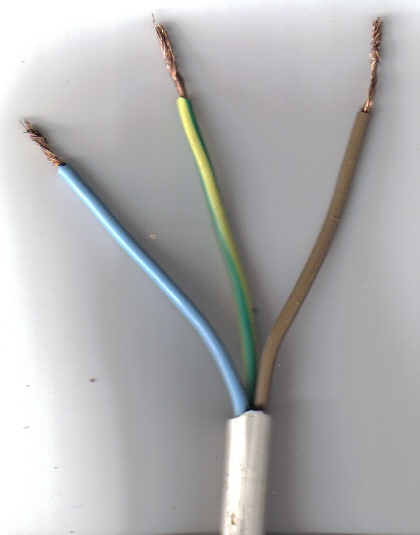
Neutralledaren (blå), jordtråd (gröngul) och fasledare (brun), observera att färger kan variera

Neutralledare, tidigare nolla eller nolledare, är en ledare som är ansluten till neutralpunkten i ett elektriskt system. Neutralledaren deltar i överföringen av elektrisk energi.
Neutralpunkten är en punkt som, under normala driftförhållanden, inte för spänning till jord.
Det är mellan fasledare och neutralledare man mäter fasspänningen, vilken i Sverige är cirka 230 volt växelspänning. Vid höga strömstyrkor kan det finnas potentialskillnader mellan lokal jord och neutralledaren. 
Neutralledaren skall märkas med ljusblå färg där det finns anledning att identifiera med färg. Denna märkstandard har dock inte alltid gällt utan i äldre anläggningar kan neutralledaren vara av annan färg.
I ett trefassystem med Y-koppling eller Z-koppling som förbindningssätt ansluts neutralledaren, om sådan används, till neutralpunkten. I en distributionstransformator skall det alltid finnas en uttagen neutralpunkt. Denna ansluts till jord som en grundläggande säkerhetsåtgärd.